# Mujeres infieles (película de 2004)
Mujeres infieles es una película chilena dirigida por Rodrigo Ortúzar Lynch, estrenada el 18 de noviembre de 2004. 

## Trama
Una película en donde se muestran las consecuencias de la infidelidad de varias mujeres.
La película inicia cuando Cecília Ureta (María José Prieto), la presentadora estrella del noticiario televisivo con mayor índice de audiencia de Chile, se dispone a dar una noticia en la que da a conocer los resultados de una encuesta que afirma que el 62% de las mujeres chilenas son o han sido infieles alguna vez. Irónicamente, Cecília, pertenece a este 62%, ya que mantiene una relación extramatrimonial con el dueño del canal en el que ella trabaja. Con malicia, un colega rival pone al descubierto este vínculo durante la transmisión en directo del incendio en un motel en el cual se encontraba, derivando trágicos resultados. La revelación desencadena otras más, y el tema se ramifica, incluyendo otros tópicos como la satisfacción sexual, la soledad o el abandono, convirtiéndose en un tema de interés nacional.

## Elenco
- Sigrid Alegría es Cristina Mujica (amiga de Virginia).
- María José Prieto es Cecilia Ureta (presentadora estrella del Canal 6).
- María Izquierdo es Eva Soler (psicóloga).
- Liliana Ross es Teresa Vial (dueña del Canal 6).
- Viviana Rodríguez es Carola Fisher (amiga de Cecilia Ureta y encargada de producción del Canal 6).
- Gabriela Aguilera es Virginia Saldívar (arquitecto).
- Lucía Jiménez como Roberta Lage (participación especial de la actriz y cantante española).
- Daniel Alcaíno es Mario Guzmán (periodista del Canal 6, amante de Teresa Vial).
- Francisco Pérez-Bannen es Francisco (esposo de Cecilia Ureta).
- Benjamín Vicuña es Cristián (amante de Carola, la esposa de Álvaro).
- Cristián Campos es Alberto Valdés (esposo de Teresa Vial y amante de Cecilia Ureta).
- Remigio Remedy es Pedro (esposo de Virginia Saldívar).
- Aldo Parodi es Vilches (investigador).
- Ramón Llao es Liberona (investigador).
- Juan Pablo Sáez es Ramiro (esposo de Cristina Mujica).
- Mateo Iribarren es Álvaro (esposo de Carola y padre de Cristián).

## Curiosidades
Existe una película mexicana con el mismo nombre la cual, aunque también trata sobre el tema de la infidelidad femenina, fue estrenada en 1995 y, por supuesto, no tiene relación alguna con esta cinta.
- Datos: Q2916843